# Guntzviller
Guntzviller (deutsch Gunzweiler) ist eine französische Gemeinde mit 356 Einwohnern (Stand 1. Januar 2022) im Département Moselle in der Region Grand Est (bis 2015 Lothringen). Sie gehört zum Arrondissement Sarrebourg-Château-Salins.

## Geografie
Die Gemeinde Guntzviller liegt etwa neun Kilometer südöstlich von Sarrebourg auf der Wasserscheide zwischen den Einzugsgebieten von Saar und Zorn in den Vogesen. Das Gemeindegebiet umfasst 5,44 km². Zur Gemeinde Guntzviller gehören die Höfe und Weiler Gast, Langmatt, Neumuhle (Neumühle) und Wackenberg.

## Geschichte
Der Ort wurde erstmals 699 als villa Gundvino erwähnt, wurde im Dreißigjährigen Krieg völlig zerstört und gehörte ab 1661 zu Frankreich, wurde dann durch den Frieden von Frankfurt 1871 wieder deutsch und nach dem Ersten Weltkrieg wieder französisch. Auch in der Zeit des Zweiten Weltkriegs war die Region wieder unter deutscher Verwaltung. Der Löwe im Wappen symbolisiert die frühere Herrschaft der Lützelburger, die Farben Blau-Silber sind die des Schweizer Kantons Luzern, was daran erinnert, dass die Luzerner die Region nach dem Dreißigjährigen Krieg neu besiedelt haben.

### Bevölkerungsentwicklung
| Jahr      | 1962 | 1968 | 1975 | 1982 | 1990 | 1999 | 2007 | 2019 |
| Einwohner | 319  | 297  | 326  | 333  | 337  | 338  | 354  | 370  |

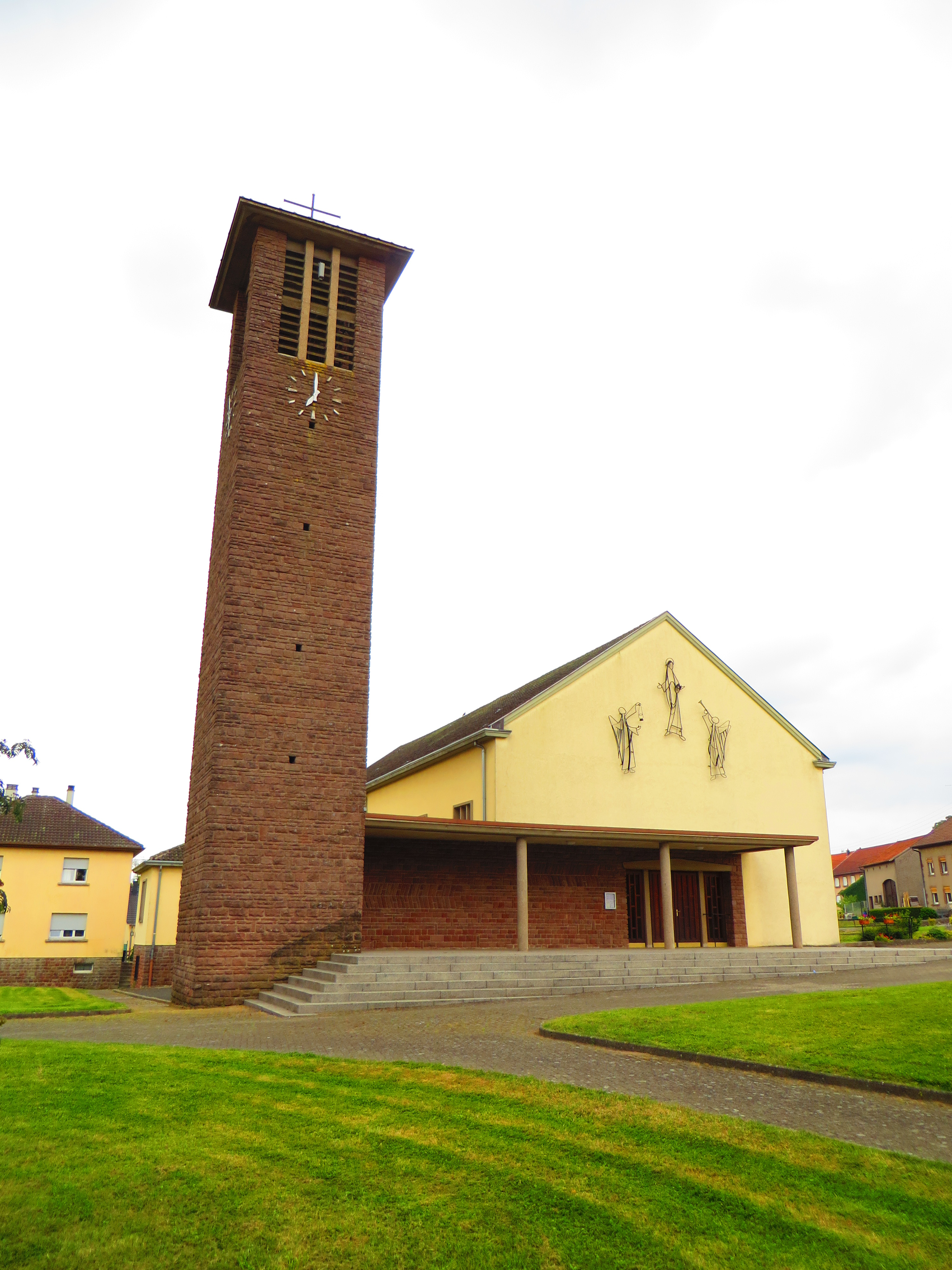
Kirche Matiä Himmelfahrt
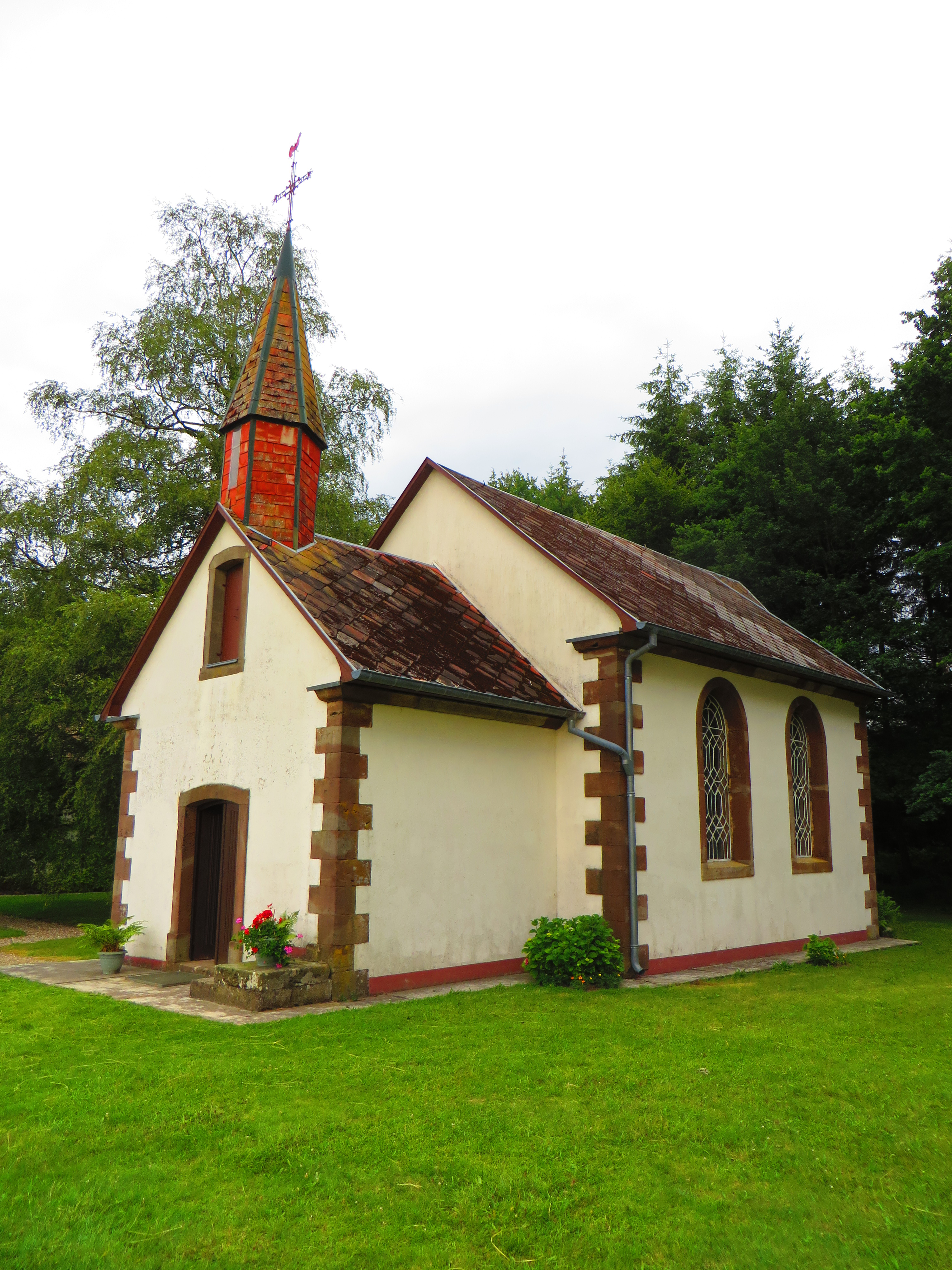
Kapelle Saint-Vincent

## Belege
1. ↑  Wappenbeschreibung auf genealogie-lorraine.fr (französisch)